# Socha Panny Marie s Ježíškem (Krásný Les)
Socha panny Marie s Ježíškem z roku 1868 stojí na návsi obce Krásný Les v okrese Karlovy Vary. Je kulturní památkou.

## Popis
Pískovcová socha Panny Marie s Ježíškem, která byla původně umístěna pod kostelem svatého Petra a Pavla, stojí na návsi obce před místním hostincem.
Na odstupňovaném podstavci s okosenými rohy je na čelní straně nápis s chronogramem (nečitelný) a letopočet 1868. Na podstavci stojí v kontrapostu levé nohy Panna Marie oděná v bohatě řaseném šatě a v plášti se splývajícími záhyby u levé strany. Mírně zakloněnou hlavu k levé straně má zahalenou rouškou. Oběma rukama drží sedícího Ježíška, který ji objímá. Původní ohrazení pilířky se nedochovalo.